# Paco España
Paco España (La Isleta, Las Palmas de Gran Canaria, 1951 − Las Palmas de Gran Canaria, 23 de gener de 2012), nom artístic de Francisco Morera García, va ser un actor i transformista espanyol; va ser un dels pioners del transformisme a finals de la Dictadura i el transformista més conegut de la Transició.

## Biografia
Va començar la seva carrera a Las Palmas, cantant a la ràdio, imitant a Joselito. Amb 16 anys es va traslladar a Barcelona per tractar de triomfar en l'espectacle, però inicialment sense molta sort: el rebutjaven per lleig, malgrat no cantar malament. Veient que els transformistes tenia èxit, va comprar una mica de roba femenina i es va presentar vestit de dona i va aconseguir 400 pessetes. L'endemà el van contractar en el cabaret Barcelona de Noche, juntament amb El Molino, un dels teatres més importants de l'època. A Barcelona se va casar i va tenir dos fills, Ricardo i Manoli, dels que es va ocupar durant toda la seva vida.
Poc després es va traslladar a Madrid, al «Gay Club», on va realitzar els seus propis espectacles, com el Loco, loco cabaret, que tenien una qualitat considerable, incloent vocalista, ballarins i imitadors. Sobre l'escenari, Paco España apareixia amb bata de cua, quimono o biquini, imitant grans artistes com Lola Flores, el seu gran ídol, o Paloma San Basilio. Exercia de marieta orgullosa, cantant amb orquestra «Yo soy Paco el del salero y me guaseo del mundo entero...!». Del seu espectacle deia «Es un espectáculo raro, sí, pero moderno. Aquí hay de todo: machos, machirulas, mariquitas y últimamente hasta alcaldesas.» Entre les seves frases més famoses estan la que usava per sortir en escena, «¡Damas, caballeros, mariquitas simpatizantes...!» o aquella «¡No somos machos, pero somos muchas!» A finals dels 70 arribava a cobrar mig milió de pessetes per actuació.
També actà en el teatre, va estar dos anys en la cartellera madrilenya con l'obra Pecado mortal, amb música de Juan Pardo, al Teatro Muñoz Seca. També protagonitzà El triángulo de las tetudas, també en el Teatro Muñoz Seca, i Pecar en Madrid, al teatro Alfil.
A la fi dels 80 el seu estel es va anar apagant, segons la societat anava liberalitzant-se i el transformisme perdia popularitat. Amb 32 anys va tornar a Las Palmas amb l'amor de la seva vida, Federico, el seu administrador. La mort de Federico va ser un cop del que no es va recuperar emocionalment, a més de descobrir que no li quedaven diners per a la vellesa. En els seus últims anys, vivint d'una miserable pensió, va tenir problemes amb l'alcohol i les drogues, encara que si se li preguntava, ell contestava: «Diuen que estic alcoholitzat, però no és cert. Amargat, sí. I bec una mica per oblidar. Qui no ho faria en el meu lloc? La meva il·lusió és que algú em doni un sostre.» Va morir de càncer als 66 anys.

## Filmografia
- Haz la loca... no la guerra (1976) de José Truchado[6]
- La Carmen (1977) de Juliol Diamante[6]
- El transexual (1977) de José Jara[6]
- Los placeres ocultos (1977) de Eloy de la Iglesia
- Un hombre llamado Flor de Otoño (1978) de Pedro Olea Retolaza[8]
- Gay Club (1981) de Ramón Fernández[8]